# سیریل کیوسک
سیریل کیوسَک (انگلیسی: Cyril Cusack؛ ۲۶ نوامبر ۱۹۱۰ – ۷ اکتبر ۱۹۹۳) یک هنرپیشه اهل ایرلند بود. وی بین سال‌های ۱۹۱۸ تا ۱۹۹۳ میلادی فعالیت می‌کرد.

## بخشی از فیلمشناسی
از فیلم‌ها یا برنامه‌های تلویزیونی که وی در آن نقش داشته است می‌توان به آثار زیر اشاره کرد.
- هزار و نهصد و هشتاد و چهار
- ۴۵۱ درجه فارنهایت
- هرولد و موده
- پای چپ من
- دور و دورتر
- روز شغال
- جاسوس جنگ سرد
- رام کردن زن سرکش
- تور آبی
- دنی، قهرمان جهان
- شاه لیر
- دوریت کوچک
- گالیلئو
- اعترافات واقعی
- همه راه‌ها به همین‌جا ختم می‌شود بچه‌ها
- نیروی عظیم
- ارتباط ایتالیایی